# ایوانوفکا (شهرستان گوبکینسکی، استان بلگورود)
ایوانوفکا (انگلیسی: Ivanovka, Gubkinsky District, Belgorod Oblast) یک شهرک در بخش گوبکینسکی استان بلگورود کشور روسیه است.